# Macandrewia ramosa
Macandrewia ramosa är en svampdjursart som beskrevs av Topsent 1904. Macandrewia ramosa ingår i släktet Macandrewia och familjen Macandrewiidae. Inga underarter finns listade i Catalogue of Life.